# Intel 8080
L'Intel 8080 è uno dei primi microprocessori progettati e prodotti da Intel. CPU a 8 bit, fu immesso sul mercato nell'aprile del 1974 con un modello a 2 MHz, e si può ritenere la prima CPU a microprocessore ad aver conosciuto una larga diffusione.

## Descrizione
L'Intel 8080 è il successore dell'Intel 8008, con cui è compatibile a livello di codice assembly, dato che entrambi usano lo stesso instruction set sviluppato da Computer Terminal Corporation. Il suo spazioso packaging DIP a 40 pin permette all'8080 di fornire un bus di indirizzi a 16 bit e un bus di dati a 8 bit, che consentono di accedere facilmente a 64 kilobyte di memoria.
All'interno è dotato di sette registri a 8 bit (sei dei quali possono essere combinati a formare tre registri da 16 bit), uno stack pointer a 16 bit (che, al contrario di quanto accade nell'8008 che fa uso di una stack interna, punta in memoria), e un program counter a 16-bit.
L'8080 dispone di 256 porte I/O che permettono alle periferiche un collegamento senza allocazioni di memoria (come avviene per le periferiche mappate in memoria); uno svantaggio di questo sistema è la necessità di introdurre istruzioni aggiuntive per l'I/O.
Il primo microcomputer a scheda singola fu costruito sulla base dell'8080.

### Utilizzo
L'8080 è stato usato in molti computer del periodo, come Altair 8800 della MITS e l'IMSAI 8080, che tra i primi hanno eseguito il sistema operativo CP/M; un sistema che ha fruttato molto al successivo processore Zilog Z80, completamente compatibile con l'8080 e più potente: l'accoppiata Z80 - CP/M divenne infatti la combinazione CPU/OS dominante, in modo simile con ciò che è accaduto un decennio dopo tra x86 ed MS-DOS. Tale fu la sua importanza che la Apple, nonostante il grande successo dell'Apple II, fu obbligata a produrre una scheda 8080 (in realtà usava lo Z80) per poter usare il CP/M anche su questo computer.
Poco dopo il lancio dell'8080 fu introdotto il suo concorrente Motorola 6800, e successivamente il MOS Technology 6502.

### Versioni successive
Per quanto riguarda Intel, l'8080 fu seguito dal compatibile e più elegante 8085, e più tardi dal processore 8086 a 16 bit (compatibile a livello assembly) e dall'8088 a 8/16 bit. Quest'ultimo fu scelto da IBM per il suo nuovo PC, lanciato nel 1981. L'8080 e la sua ISA hanno avuto un profondo impatto sugli sviluppi dell'architettura Intel. Soprattutto il fatto di essere un processore di tipo CISC ha costretto successivamente l'Intel a mantenere la retrocompatibilità sui suoi processori più recenti con tale architettura, dalle performance inferiori rispetto al tipo RISC. Nei processori di generazioni successive si è mitigato il problema trasformando internamente alla CPU le istruzioni dal formato CISC a quello RISC.